# Albert Hellebaut
Albert Hellebaut (Mechelen, 9 december 1868 - Sint-Lambrechts-Woluwe, 24 juni 1951) was een Belgisch officier en politicus.

## Levensloop
Hellebaut was luitenant-generaal en was als extra-parlementair minister van Landsverdediging in de regering-Van de Vyvere die slechts één maand overeind bleef (mei-juni 1925). Hij was de zoon van Joseph Hellebaut, die zelf ook luitenant-generaal en minister van Oorlog was geweest.

## Publicaties
- Psychologie des armées modernes, in: Revue de l'Armée Belge, 1906
- Quelques suggestions pour augmenter la valeur et le prestige de l'armée nouvelle, in: Bulletin belge des sciences militaires, 1924
- L'armée belge devant l'invasion allemande, 1931
- Mémoires du lieutenant général Joseph Hellebaut, ancien ministre de la guerre, précédé d'une biographie, Brussel, 1933